# Florian Wellbrock
Florian Wellbrock (Brema, 19 agosto 1997) è un nuotatore tedesco.

## Biografia
Ha rappresentato la Germania ai Giochi olimpici estivi di Rio de Janeiro 2016 nei 1500 metri stile libero, eliminato nelle batterie con il tempo di 15'23"88. Ai Campionati europei di nuoto di Glasgow 2018 ha vinto la medaglia d'oro nei 1500 metri stile libero con il tempo di 14'36"15, precedendo l'ucraino Mychajlo Romančuk (14'36"88) e l'italiano Gregorio Paltrinieri (14'42"85), che aveva vinto le tre edizioni precedenti della competizione. Specializzatosi anche nel nuoto di fondo, all'edizione del 2019 dei campionati mondiali trionfa nei 10 km in acque libere, bissando il successo ai successivi Giochi olimpici di Tokyo 2020.
Ai mondiali in vasca corta di Abu Dhabi 2021 ha vinto la medaglia d'oro nella 1500 metri stile libero, precedendo sul podio il tunisino Ahmed Hafnaoui e l'ucraino Mychajlo Romančuk, migliorando il record mondiale sulla distanza precedentemente appartenuto a Gregorio Paltrinieri, facendo fermare il cronometro a 14'06"88. Tra il 2022 ed il 2025 conquista, invece, ben otto medaglie d'oro ai campionati mondiali: in particolare, nell'edizione del 2025 svoltasi a Singapore sale sul gradino più alto del podio per quattro volte su quattro gare disputate, diventando così il primo nuotatore di sempre a centrare tale obiettivo in acque libere.

## Palmarès
- Giochi olimpici

Tokyo 2020: oro nella 10 km, bronzo nei 1500m sl.
- Mondiali

Gwangju 2019: oro nei 1500m sl e nella 10 km.
Budapest 2022: oro nella 5 km e nella 6 km a squadre, argento negli 800m sl, bronzo nei 1500m sl e nella 10 km.
Fukuoka 2023: oro nella 5 km e nella 10 km.
Doha 2024: argento nei 1500m sl.
Singapore 2025: oro nella 5 km, nella 10 km, nella knockout sprint e nella 6 km a squadre.
- Mondiali in vasca corta

Abu Dhabi 2021: oro nei 1500m sl.
Budapest 2024: argento negli 800m sl e nei 1500m sl.
- Europei

Glasgow 2018: oro nei 1500m sl, argento nella 5 km a squadre, bronzo negli 800m sl.
Budapest 2020: argento nella gara a squadre, bronzo nella 10 km.
- Europei in vasca corta

Kazan 2021: oro nei 1500m sl, argento negli 800m sl.

## Riconoscimenti
- European Aquatics Award: 2021[6], 2023[7]
- Atleta dell'anno World Aquatics: 2021, 2023
- Open Water Swimmer of the Year: 2019, 2021, 2023